# 和平南街道
和平南街道是中国海南省海口市美兰区下辖的一个街道。1989年7月设立，辖区东至白龙南路、西至和平南路、南至海府路、北至文明东路，下辖五个社区，面积约2.5平方公里，共有居民10137户，人口3万余人。

## 行政区划
- 文明社区
- 君尧社区
- 上坡社区
- 琼苑社区
- 光阳社区